# SVV in het seizoen 1990/91
Het seizoen 1990/1991 was het 37e en laatste jaar in het bestaan van de Schiedamse betaaldvoetbalclub SVV. De club kwam uit in de Eredivisie en eindigde daarin op de 16e plaats, dit betekende dat de club een tweetal wedstrijden moest spelen voor lijfsbehoud. Deze wedstrijden werden gecombineerd met 5–1 gewonnen van NAC. Tevens deed de club mee aan het toernooi om de KNVB Beker, hierin werd in de derde ronde verloren van Willem II (0–5). Na het seizoen fuseerde club met Dordrecht '90 om verder te gaan onder de naam SVV/Dordrecht '90.

## Wedstrijdstatistieken

### Eredivisie
|       | Ajax  | Feyenoord | Fortuna Sittard | FC Groningen | FC Den Haag | sc Heerenveen | MVV   | N.E.C. | PSV   | RKC   | Roda JC | Sparta Rotterdam | FC Twente | FC Utrecht | Vitesse | FC Volendam | Willem II |
| ----- | ----- | --------- | --------------- | ------------ | ----------- | ------------- | ----- | ------ | ----- | ----- | ------- | ---------------- | --------- | ---------- | ------- | ----------- | --------- |
| Thuis | 1 – 0 | 0 – 0     | 2 – 0           | 0 – 1        | 4 – 2       | 1 – 2         | 1 – 4 | 1 – 0  | 0 – 1 | 0 – 0 | 3 – 1   | 0 – 0            | 1 – 1     | 1 – 0      | 1 – 2   | 1 – 0       | 0 – 0     |
| Uit   | 2 – 0 | 1 – 1     | 1 – 0           | 2 – 2        | 1 – 1       | 0 – 1         | 2 – 0 | 2 – 1  | 3 – 2 | 4 – 1 | 1 – 0   | 5 – 3            | 2 – 1     | 1 – 0      | 3 – 0   | 2 – 1       | 6 – 0     |

### Nacompetitie
| Nacompetitie                                     | NAC            | 1 – 4 (1 – 0) | SVV                                    |
| 19 juni 1991 Plaats: Breda NAC-stadion           | Ton Lokhoff 9' |               | 47', 53', 69' Dean Gorré 87' Piet Keur |
| Nacompetitie                                     | SVV            | 1 – 1 (1 – 0) | NAC                                    |
| 22 juni 1991 Plaats: Schiedam Stadion Feijenoord | Dean Gorré 45' |               | 49' Wanny van Gils                     |

### KNVB Beker
| 1e ronde                                                         | Concordia SVD                                                                                        | 1 – 4 (0 – 2) | SVV                                                                     |
| 14 oktober 1990 Plaats: 's-Hertogenbosch Sportpark De Schutskamp | Max Verlouw 68'                                                                                      |               | 28' Michel Vonk 29' Marcel van der Net 48' Jerry Cooke 59' Jimmy Simons |
| 2e ronde                                                         | SVV                                                                                                  | 2 – 1 (0 – 0) | Fortuna Sittard                                                         |
| 15 december 1990 Plaats: Schiedam Stadion Feijenoord             | Eddy Ridderhof 70' Virgil Breetveld 89'                                                              |               | 84' Randy Samuel                                                        |
| 3e ronde                                                         | Willem II                                                                                            | 5 – 0 (0 – 0) | SVV                                                                     |
| 23 januari 1991 Plaats: Tilburg Gemeentelijk Sportpark           | Fons Mallien 53' Martin van Geel 58' Eddy Ridderhof 60' (e.d.) Hans Meeuwsen 70' Earnest Stewart 74' |               |                                                                         |

## Statistieken SVV 1990/1991

### Eindstand SVV in de Nederlandse Eredivisie 1990 / 1991
| Stand | Gespeeld | Gewonnen | Gelijk | Verloren | Punten | Doelpunten voor | Doelpunten tegen |
| ----- | -------- | -------- | ------ | -------- | ------ | --------------- | ---------------- |
| 16e   | 34       | 8        | 8      | 18       | 24     | 31              | 52               |

### Topscorers
| #      | Naam               | Goal |
| ------ | ------------------ | ---- |
| 1.     | Virgil Breetveld   | 5    |
| 2.     | Peter Barendse     | 4    |
| 2.     | Piet Keur          | 4    |
| 2.     | Jimmy Simons       | 4    |
| 5.     | Jos Luhukay        | 3    |
| 5.     | Zier Tebbenhoff    | 3    |
| 7.     | Marcel van der Net | 2    |
| 7.     | Peter van Velzen   | 2    |
| 9.     | Maarten Atmodikoro | 1    |
| 9.     | Dean Gorré         | 1    |
| 9.     | Eddy Ridderhof     | 1    |
| 9.     | Michel Vonk        | 1    |
| Totaal | Totaal             | 31   |

| #      | Naam       | Goal |
| ------ | ---------- | ---- |
| 1.     | Dean Gorré | 4    |
| 2.     | Piet Keur  | 1    |
| Totaal | Totaal     | 5    |

| #      | Naam               | Goal |
| ------ | ------------------ | ---- |
| 1.     | Virgil Breetveld   | 1    |
| 1.     | Jerry Cooke        | 1    |
| 1.     | Marcel van der Net | 1    |
| 1.     | Jimmy Simons       | 1    |
| 1.     | Eddy Ridderhof     | 1    |
| 1.     | Michel Vonk        | 1    |
| Totaal | Totaal             | 6    |

## Voetnoten
Ajax ·
Feyenoord ·
Fortuna Sittard ·
FC Groningen ·
FC Den Haag ·
sc Heerenveen ·
MVV ·
N.E.C. ·
PSV ·
RKC ·
Roda JC ·
Sparta Rotterdam ·
SVV ·
FC Twente ·
FC Utrecht ·
Vitesse ·
FC Volendam ·
Willem II